# Вербовий кордон
Вербовий кордон (кит.: 柳條邊; піньїнь: Liǔtiáo Biān; маньчжурська: ᠪᡳᡵᡝᡤᡝᠨ ᠵᠠᠰᡝ) — мережа укріплень, яка складалася з системи канав та насипів, засаджених вербами, що були створені для обмеження руху в Маньчжурію та були побудовані династією Цін наприкінці 17 століття.
Умовно укріплення можна розділити на три секції: західну та східну, що утворюють Внутрішній вербовий кордон навколо півострова Ляодун, та північну секцію, також відому як Зовнішній вербовий кордон, що відокремлює Маньчжурію на сході від монгольських територій на заході. Це одна з найбільших фортифікаційних споруд у світовій історії (протяжність кордону понад 1300 км).

## Розташування

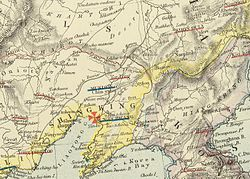
Вербовий кордон

На півдні Внутрішній вербовий кордон відокремив Цзілінь від Китаю, задля обмеження переміщення ханців у Цзілінь і Хейлунцзян під час правління династії Цин 1636—1912 рр, поки Цін не почав колонізувати цю територію наприкінці 18 століття. Поселятися на кордоні було дозволено тільки маньчжурським військовим. Вербовий кордон брав початок біля Великого Китайського муру і пролягав на північний схід до точки, розташованої приблизно в 33 км на північ від Кайюаня, де Зовнішній кордон приєднувався до Внутрішнього. Звідси східна частина укріплення протягалася до корейського кордону. Кінцева точка знаходилася на півдні поблизу гирла річки Ялу.

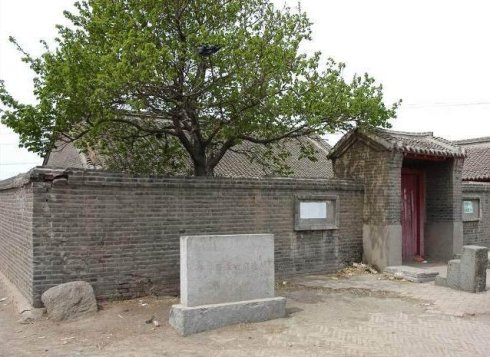
Руїни прикордонних воріт

За винятком території, що знаходиться на північ від Кайюаня, як східні, так і західні ділянки Внутрішнього кордону знаходилися або за межами старої стіни Ляодун (оборонна стіна, побудована династією Мін у 15 столітті для захисту сільськогосподарського центру Ляоніна від вторгнень монголів та чжурчженів), або на місцях повторно використаної частини стіни. Зовнішній вербовий кордон відокремив область Маньчжу від сучасної Внутрішньої Монголії. Цей Зовнішній кордон описують як північну частину мережі укріплень, що починається на місці перетину трьох ділянок (на північ від Кайюаня) і пролягає на північний схід, де закінчується біля річки Сунгарі на північ від міста Цзілінь, поблизу міста Доля.

## Конструкція
Хоча конструкція Вербового кордону змінювалася з часом, сучасний географ Річард Едмондс дослідив, що зазвичай конструкція складалася з двох паралельних широких земляних дамб висотою в 3 чі (трохи більше 1 метра), які відокремлював рів, що був глибиною приблизно 1 чжан (3.5 метри) та 1 чжан по ширині. Ряди вербових дерев були висаджені поверх дамб, гілки кожного дерева були прив'язані один до одного.
З часом система укріплень поступово погіршувалася, тому до кінця Цін вона здебільшого складалася лише з дамби з вербами на вершині та ровом на зовнішній стороні
У всіх трьох секціях Вербового кордону було декілька воріт, де знаходилися гарнізони кількох десятків солдатів.  Розташування воріт іноді змінювалося, але їх загальна кількість налічувала 20 або 21 за часи епохи Цін.

## Історія
Будівництво західної частини укріплень (що відокремлює Ляонін від монгольських земель на заході) розпочалося у 1648 році, лише через чотири роки після падіння Пекіна. Було завершене до кінця епохи Шуньчжи (1644—1662). Перші прикордонні офіцери були призначені в 1651—1654 роках. Програма розширення території була розпочата в 1676—1679 рр. Тоді кордон змістили на 20-30 лі (12–18 км) на захід.
Будівництво східної ділянки укріплень (між Ляоніном і Цзілінем) розпочалося ще до завоювання маньчжуринами Китаю, приблизно в 1638 році. Ймовірно, було завершено до 1672 року.
Північна ділянка між маньчжурською та монгольською землями була побудована приблизно у 1681 році, тому отримала назву Сіньбіан («Новий кордон»).
Спочатку східна частина споруди мала на меті перешкоджати переміщенню ханців з Ляоніну на територію Цзіліню, щоб збирати женьшень, полювати або заселятися. Кордон біля гирла річки Ялу, мав на меті утримувати поселенців з долини річки, яку уряд Цин мав намір залишити як незаселену територію.
Подібним чином західна ділянка не дозволяла потенційним китайським поселенцям окупувати пасовища Янсиму з монгольської сторони кордону.